# Bengaluru Open 2017
Il Bengaluru Open 2017 è stato un torneo maschile tennis professionistico. È stata la 2ª edizione del torneo, facente parte della categoria Challenger 100 nell'ambito dell'ATP Challenger Tour 2017, con un montepremi di 100 000 $. Si è giocato dal 20 al 25 novembre 2017 sui campi in cemento dello KSLTA Stadium di Bangalore, in India.

## Partecipanti

### Teste di serie
| Nazionalità | Giocatore                | Ranking* | Testa di serie |
| ----------- | ------------------------ | -------- | -------------- |
| Slovenia    | Blaž Kavčič              | 102      | 1              |
| Spagna      | Adrián Menéndez Maceiras | 127      | 2              |
| India       | Yuki Bhambri             | 137      | 3              |
| Svezia      | Elias Ymer               | 146      | 4              |
| India       | Ramkumar Ramanathan      | 150      | 5              |
| Stati Uniti | Evan King                | 197      | 6              |
| Serbia      | Peđa Krstin              | 221      | 7              |
| Kazakistan  | Aleksandr Nedovyesov     | 245      | 8              |

- Ranking al 13 novembre 2017.

### Altri partecipanti
I seguenti giocatori hanno ricevuto una wild card per il tabellone principale:
- Suraj Prabodh
- Dalwinder Singh
- Vishnu Vardhan

I seguenti giocatori sono passati dalle qualificazioni:
- Borna Gojo
- Vijay Sundar Prashanth
- Sidharth Rawat
- Matej Sabanov

I seguenti giocatori sono entrati in tabellone come lucky loser:
- Antoine Escoffier
- Naoki Nakagawa

## Punti e montepremi
| Torneo    | Torneo              | V      | F     | SF    | QF    | 2T    | 1T    | Q | Q2 | Q1 |
| Singolare | Punti               | 100    | 60    | 35    | 18    | 8     | 0     | 5 | 0  | 0  |
| Singolare | Premi in denaro ($) | 14 400 | 8 480 | 5 020 | 2 920 | 1 720 | 1 040 | – | 0  | 0  |
| Doppio    | Punti               | 100    | 60    | 35    | 18    | –     | 0     | – | –  | –  |
| Doppio    | Premi in denaro ($) | 6 200  | 3 600 | 2 160 | 1 280 | –     | 720   | – | –  | –  |

## Campioni

### Singolare
Sumit Nagal ha sconfitto in finale  Jay Clarke con il punteggio di 6–3, 3–6, 6–2.

### Doppio
Mikhail Elgin /  Divij Sharan hanno sconfitto in finale  Ivan Sabanov /  Matej Sabanov con il punteggio di 6–3, 6–0.